# Wigwam und Wickiup

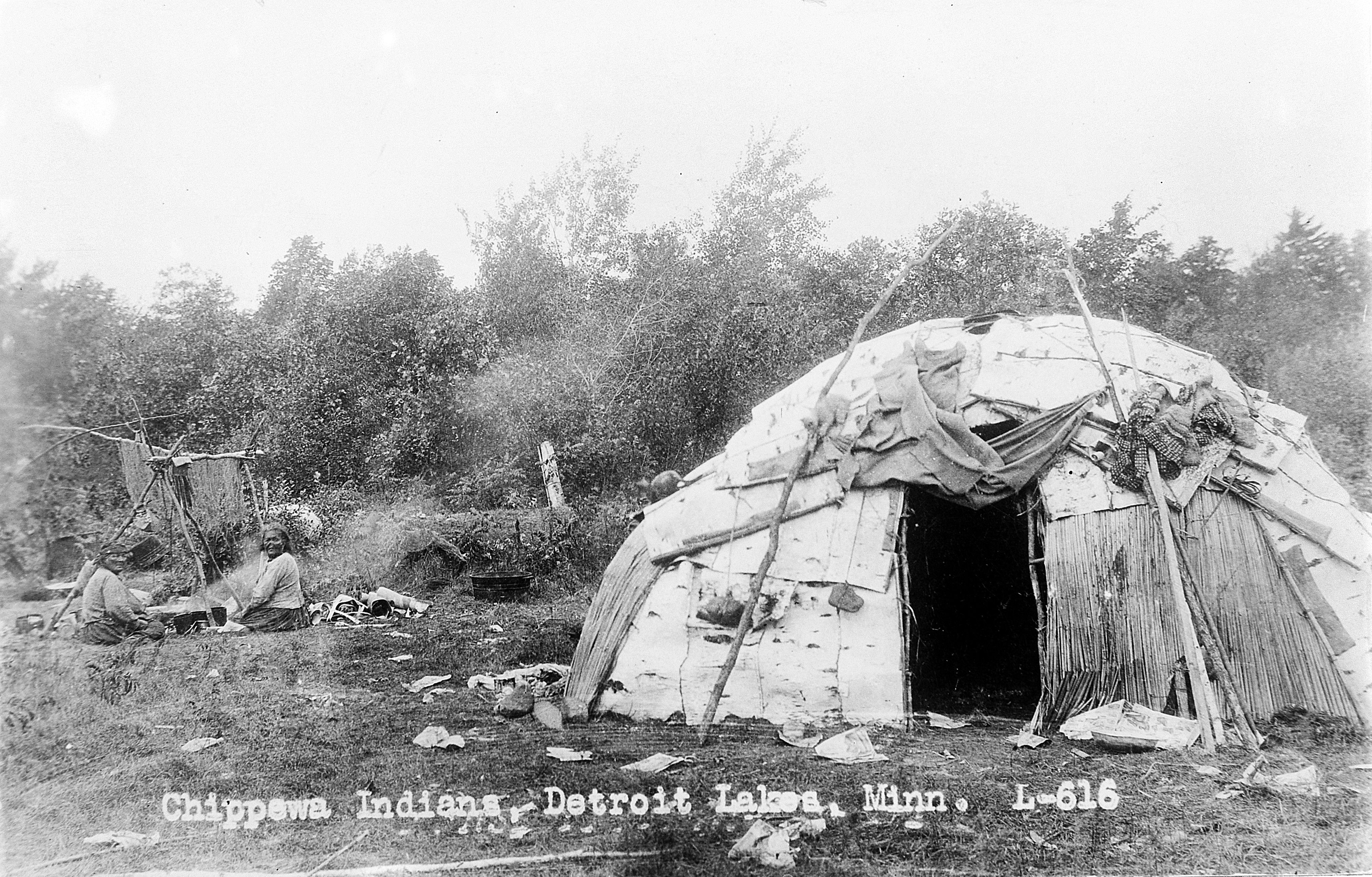
Wigwam der Chippewa, 1932

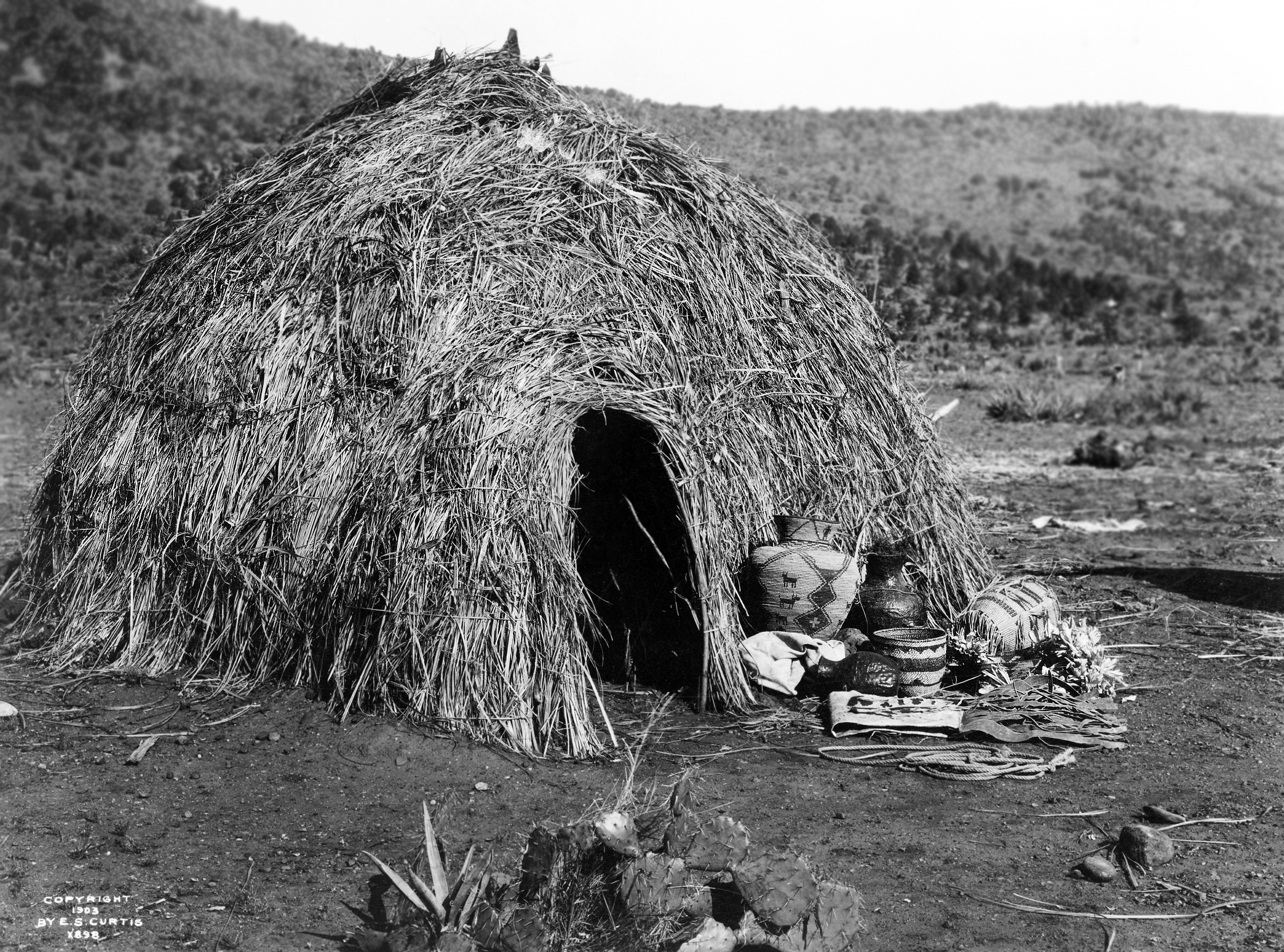
Wickiup der Apachen, 1903

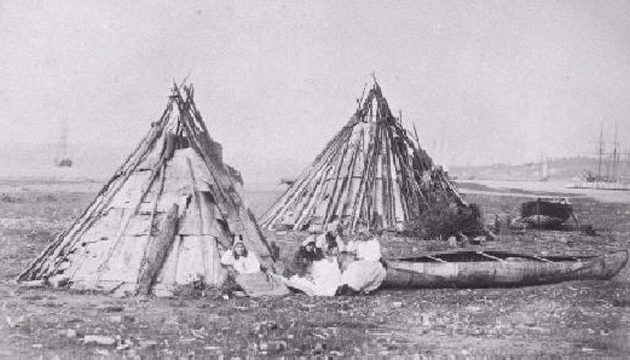
Kegelförmige Wigwams der Mi’kmaq, ca. 1900

Wigwam und Wickiup sind zwei Bezeichnungen für traditionelle Hütten verschiedener nordamerikanischer Indianervölker, die einer gemeinsamen sprachlichen Wurzel entspringen, von den europäischen Siedlern jedoch kulturübergreifend verallgemeinert wurden.
- Als Wigwam werden in europäischen Sprachen vor allem die kuppelförmigen Behausungen von Indianern der Algonkin-Sprachen in den Kulturarealen Subarktis und Nordöstliches Waldland verwendet, die ursprünglich meistens mit Baumrinde, bisweilen auch mit Matten aus Gräsern gedeckt waren. Unter Algonkinvölkern bezeichnen die jeweiligen Worte für Wigwam – in der Bedeutung „Haus“ – sowohl kuppel- als auch kegelförmige (konische) Hütten bzw. Zelte.[1]

Die konischen Formen – insbesondere mit Häuten oder Segeltuch gedeckte Zelte – werden in europäischen Sprachen oft verallgemeinernd Tipi genannt, während die Ethnologie diesen Begriff nur auf die Zelte der Prärie-Indianer anwendet, die einige Unterschiede aufweisen.
Umgangssprachlich wird häufig gar nicht differenziert und alle indianischen Behausungen gleich welchen Volkes werden klischeehaft als Wigwam bezeichnet.
- Wickiup ist ebenfalls ein Wort aus den Algonkin-Sprachen, das jedoch in europäischen Sprachen für die einfachen Asthütten verschiedener nicht-algonquianischer Stämme der Kulturareale Südwesten – insbesondere die Behausungen der Apachen –, Großes Becken und zum Teil Kalifornien verwendet wird.[2]

Für beide Grundformen typisch ist eine Kuppel (jedoch mit großen Abweichungen je nach vorhandenen Gegebenheiten) mit runder, aber auch rechteckiger Grundfläche. Das Gerüst der Behausung bestand aus gebogenen Ästen und wurde mit Materialien wie beispielsweise Rinde oder Grasmatten, seit dem 19. Jahrhundert auch (zusätzlich) mit Segeltuch bedeckt.
Heute werden solche Hütten – vor allem Wigwams – von einigen Ethnien nur noch für zeremonielle Veranstaltungen errichtet.

## Wortherkunft

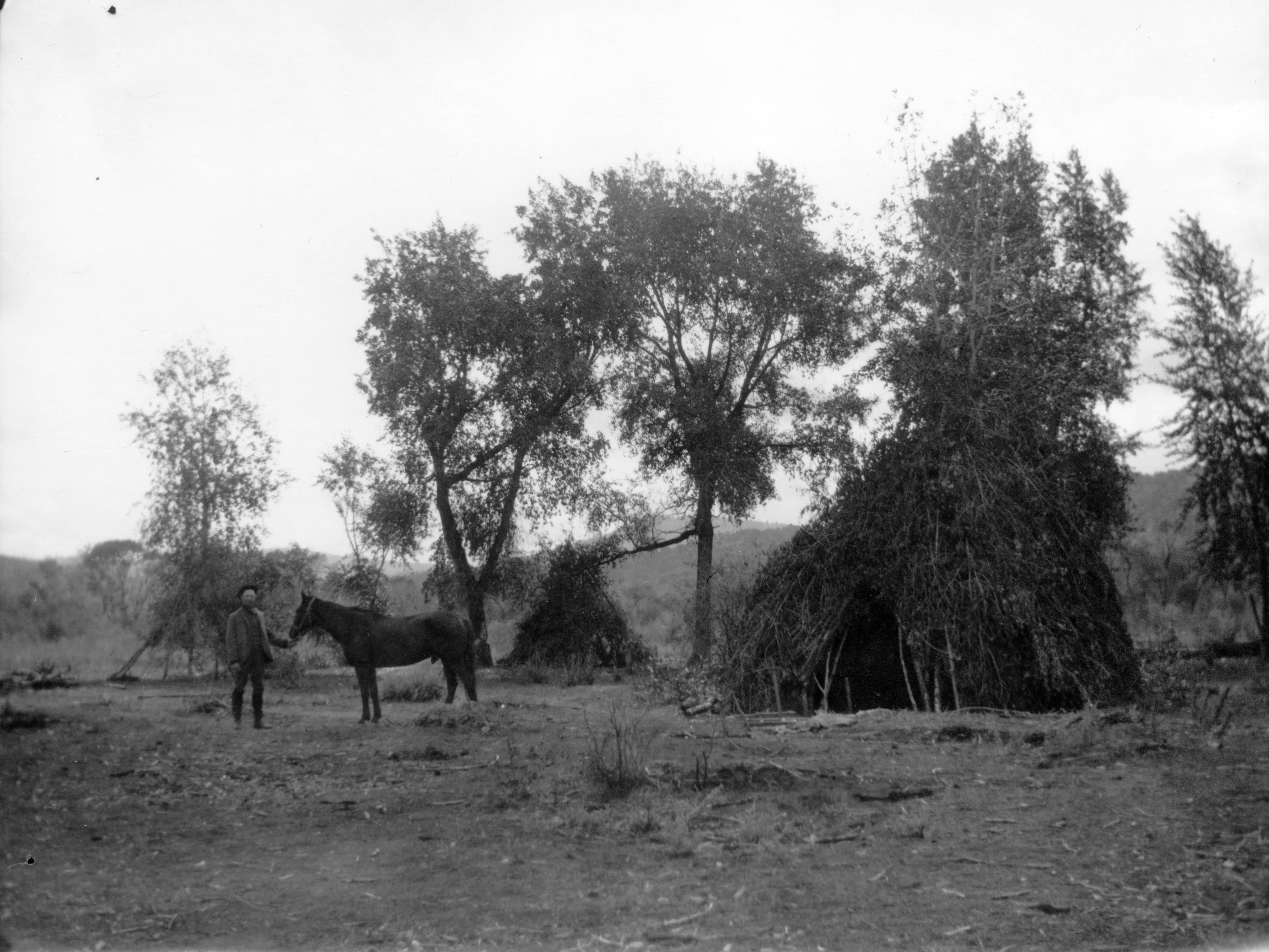
Wickiup der Ute

Das Wort wigwam wurde aus der Sprache der Abenaki, einer der Algonkin-Sprachen, wahrscheinlich erstmals um 1628, aus dem Östliche Abenaki wìkəwαm, ins Englische und dann weiter ins Deutsche entlehnt.
In den meisten Algonkin-Sprachen lautet das Wort für „Haus“ sehr ähnlich:
- *wi·kiwa·ʔmi im rekonstruierten Ur-Algonkin
- wigwôm im Westliche Abenaki
- wiigiwaam im Anishinaabe, auch kontrahiert zu wiigwaam
  - wiigiwaam im Algonkin (im engeren Sinne) kann auch miigiwaam lauten (mit nX-Präfix m- statt n3-Präfix w-)
- ookóówa im Blackfoot (ohne Possessiv-Themensuffix -m)
- mâhëö'o im Cheyenne (mit nX-Präfix m- statt n3-Präfix w- und ohne Possessiv-Themensuffix -m)
- wiikiaami im Miami-Illinois
- wikuom im Mi’kmaq
- ȣichiȣam im Nipmuck
- wikëwam im Unami-Lenape

Die Abenaki nannten ihre Behausungen je nach Dialekt auch Wetu, Witu, Wetoun oder Wekuwomut. Die genannten Bezeichnungen in den Algonkin-Sprachen, die alle Wohnung, Haus oder Behausung bedeuten, wandelten die Weißen gegen 1660 in die Bezeichnung Wigwam um, womit sie alsbald unterschiedslos alle Wohnstätten der Indianer bezeichneten, ob diese nun in einem Wigwam wohnten oder nicht. In populärwissenschaftlicher Literatur wird Wigwam sogar manchmal für alle mobilen Behausungen der Indianer verwendet, inklusive der Tipis.
Auch das Wort wickiup stammt aus den Algonkin-Sprachen und ist wahrscheinlich eine Variante von wikiwam ohne das Possessiv-Themensuffix -m, aber dafür mit dem Suffix ap(i) „sitzen“):
- wiikiyaapi im Meskwaki (=„Haus“)
- mekewāp im Cree (mit nX-Präfix m- statt n3-Präfix w-)
- mīciwāhp im Montagnais (mit nX-Präfix m- statt n3-Präfix w-)
- wikiop im Menominee
- wekeab im Saki

Im Gegensatz zu den vorgenannten algonkinsprachigen Ethnien wurde die Bezeichnung „Wickiup“ nicht von den Indianern des Südwestens verwendet. Die weißen Amerikaner wendeten sie für deren Behausungen an, die z. B. bei den Apachen „Gowah“ hieß oder „Ba-ak“ bei den Karankawa.

## Wigwam

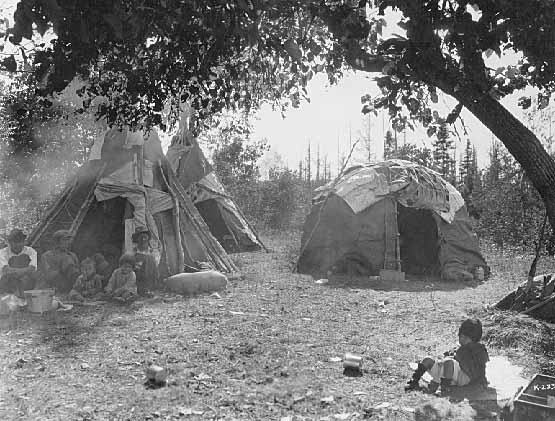
Ojibwe-Wigwam sowie kegelförmige Zelte, White Earth 1928

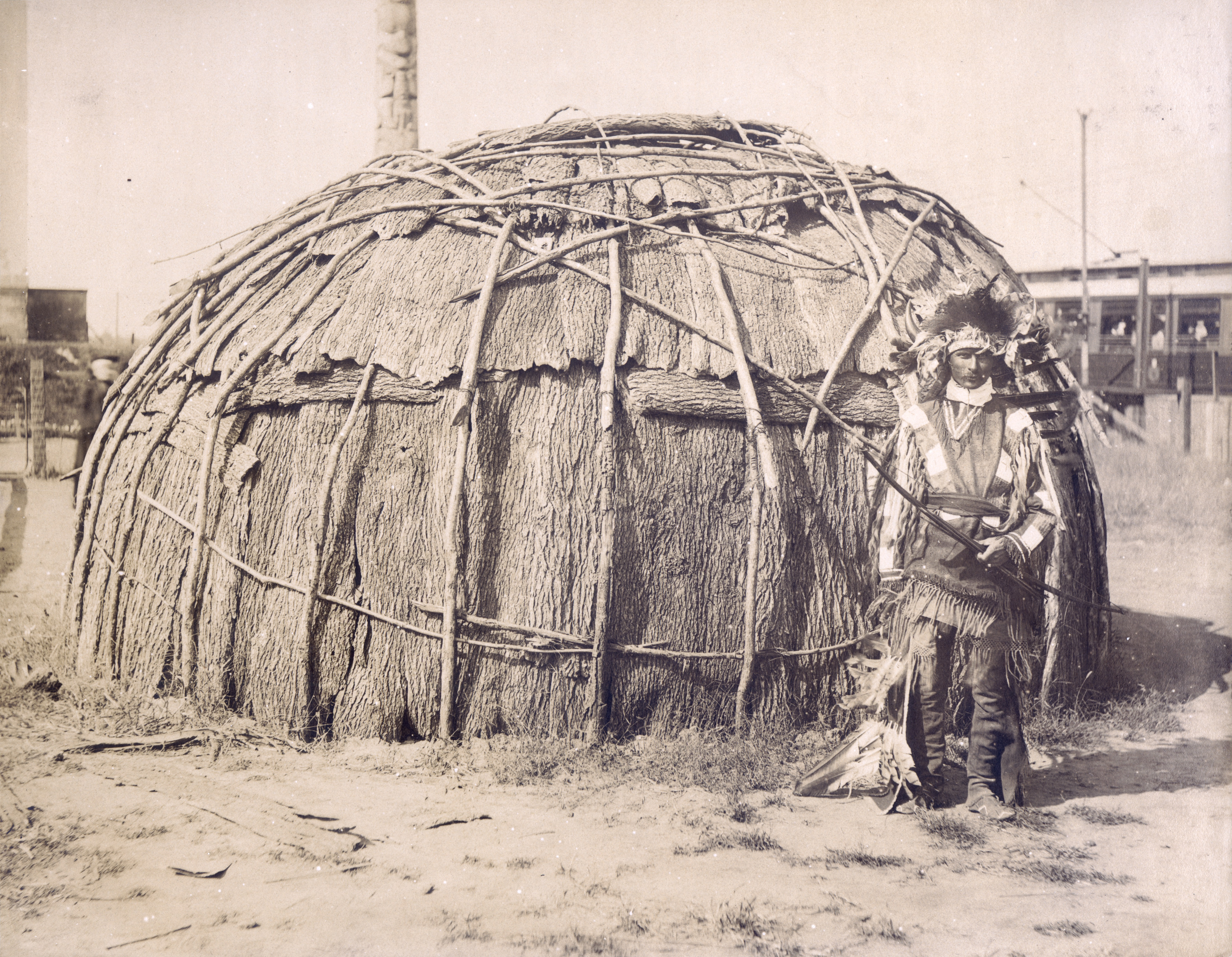
Behausung der Kickapoo

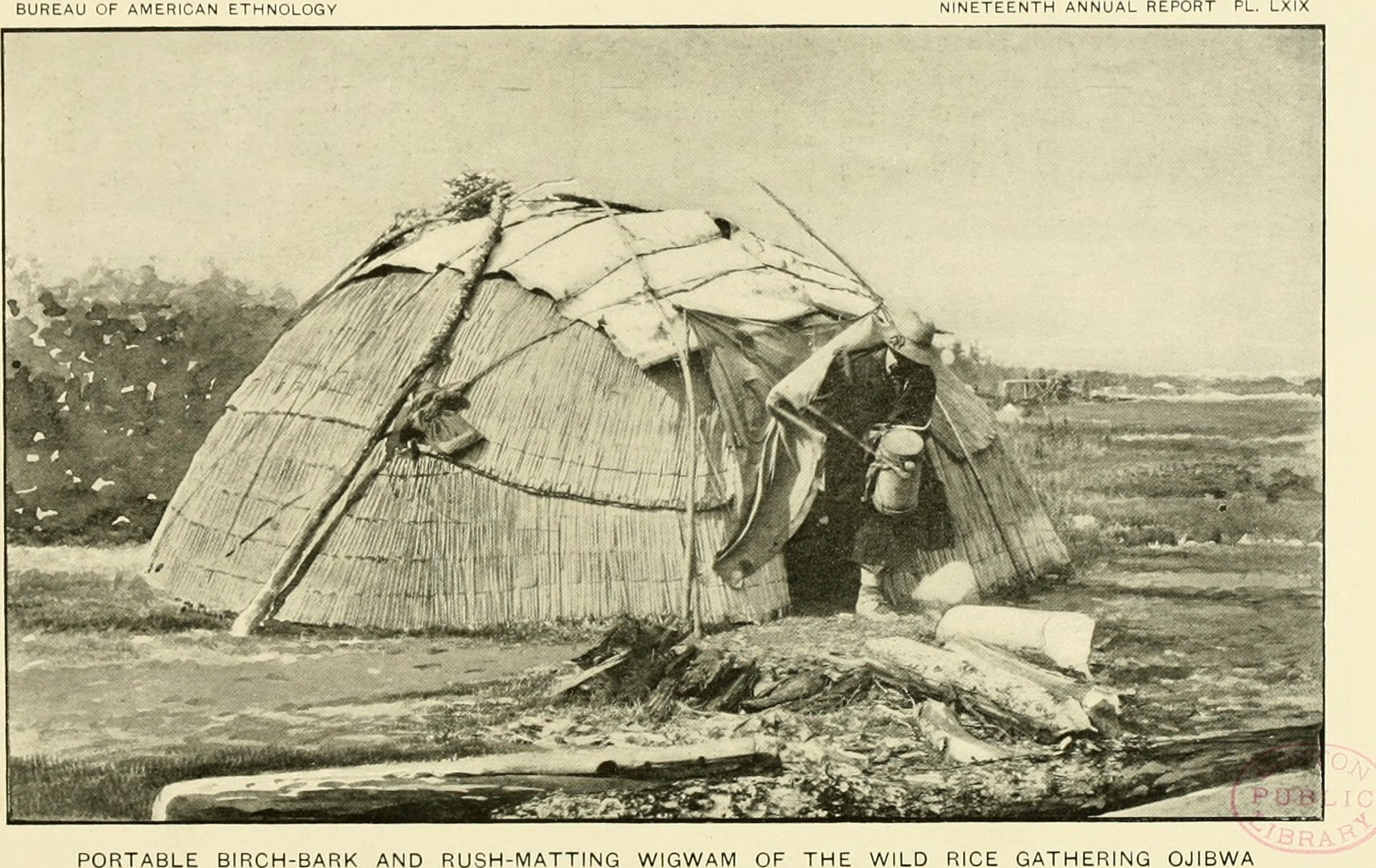
Mit Schilfmatten und Rinde gedeckter Wigwam der Winnebago

Kuppelförmige Wigwams unterscheiden sich von den ansonsten ähnlichen Wickiups im Wesentlichen dadurch, dass sie in der Regel dauerhafter gebaut sind und man hier immer von einer tragenden Gerüstkonstruktion sprechen kann.
Die Grundstruktur des kuppelförmigen Wigwams war kreisförmig (meist 4,50 bis 6 Meter Durchmesser) oder oval. Für die tragende Konstruktion wurden junge Bäume mit einem Durchmesser von etwa 25 mm oder mehr am dickeren Ende angespitzt. Am späteren Eingang beginnend wurden diese vertikal jeweils in einem Abstand von ca. 60 cm im Boden verankert. Nun wurden die gegenüberliegenden Stangen in der Mitte zusammengeführt, um einen Bogen zu bilden. Diese wurden mit Streifen aus Lindenrinde oder Tauwerk verschnürt. Nachdem alle Stangen verbunden waren, wurden horizontale Querstreben angebracht, um den Rahmen zu verspannen und ein Traggerüst zu bilden, an dem die Außenhülle aus Rindenstücken oder Mattenabdeckungen befestigt werden konnte. Die Außenhaut wurde nun beginnend an der Basis an der ersten Ebene der Querstreben befestigt. So wurde auch mit den weiteren Ebenen verfahren, wobei diese immer die darunter liegenden Matten überlappten. Von innen wurden weitere Matten zur Isolierung und Abdichtung angefügt. Die Schlafstätten und Vorratsbereiche wurden auf Plattformen angelegt. Als Unterlage für die Betten dienten Felle oder Matten. Für die Schlafplattformen, die etwa eine Hälfte des Wigwams füllten, wurden Harthölzer wie Ahorn, Eiche, Hickory verwendet. Die Matten bestanden aus geflochtenen Binsen, Rindenstreifen, Tierhäuten, Schilf oder anderen geeigneten Gräsern. Im Winter bestand die äußere Bedeckung zumeist aus Leder beziehungsweise aus Rinde (von Birken, Ulme oder Kastanien). Nach Norden hin wurde vor allem Birkenrinde verwendet, die vielfach zu Bahnen vernäht wurde. In der Subarktis nutzte man bisweilen auch Fichtenrinde, die allerdings nicht vernäht werden konnte und bei Kälte schnell spröde wird. Das Wigwam konnte innen mit offenem Feuer beheizt werden und hatte im Zentrum des Daches eine Öffnung für den Rauchabzug. Das Auffliegen der Matten durch den Wind wurden durch zusätzliche dünne Holzstangen verhindert, die außen um die Abdeckung gelegt wurden.
Besonders die Waldlandindianer um die Großen Seen sowie an der Atlantikküste (meistens Algonkin- oder Siouxstämmen, nicht jedoch die Irokesen) verwendeten das kuppelförmige Wigwam. Es war auf eine längere Verweildauer am selben Ort ausgerichtet, konnte aber auch ohne große Einbußen an Material abgebaut und dank des überall vorhandenen Baustoffs auch schnell wieder neu errichtet werden. Bei Stämmen, die ihr Wohngebiet jahreszeitlich bedingt wechselten, wurde die Deckung des Wigwam abgenommen, eingerollt und auf den Wanderzügen mitgenommen. Die Skelettstruktur ließ man zurück, um sie bei der Rückkehr wieder zu benutzen. Die Konstruktion des Wigwam variierte bei den verschiedenen Stämmen in Größe und Detail. Die größten Strukturen wurden von den Algonkin-sprachigen Kickapoo im Gebiet der Großen Seen gebaut, deren Wigwams Grundflächen von 25 m² und Höhen von beinahe 3 Metern erreichten. Man unterschied je nach Größe und Nutzung auch das „Kleine Wigwam“ (oft als Schwitzhütte genutzt) und das „Große Wigwam“.
Vor allem für mobile Jagdlager oder in Regionen, die vorwiegend von Nadelgehölzen bestanden waren, wurden auch kegelförmige Zelte errichtet, die ebenfalls mit Birkenrinde oder in den nördlichen Gebieten (in denen die Birken nur noch krüppelförmig wachsen) mit Kiefernzweigen und Karibuhäuten gedeckt wurden. In der Literatur werden diese Behausungen uneinheitlich bezeichnet, jedoch häufig zum Tipi gestellt (siehe Hauptartikel Tipi: Andere Kegelzelte nordamerikanischer Ethnien).

### Verbreitung
Der kuppelförmige Wigwam war bei den Winnebago, Potawatomi, Odawa und Ost-Abnaki der nordöstlichen Wälder die ganzjährige Behausung. Viele Stämme südlich der Großen Seen nutzten die Wigwams saisonal: Die Illinois und Miami etwa von Frühjahr bis Herbst und die Menominee, Kickapoo, Sauk und Meskwaki im Winter, während sie im Sommer in Langhäusern ähnlicher der Irokesen lebten. Auch bei den Lenape an der Atlantikküste waren Wigwams und Langhäuser zu finden.
Die zahlreichen Gruppen der Anishinabe um den Oberen See nutzen oftmals kuppel- und kegelförmige Wigwams. Dies gilt auch für die Moose-Cree und die südlichen Bands der Swampy-Cree.
Vorwiegend konische Formen wurden vor allem dort genutzt, wo mehr Nadelbäume zur Verfügung standen. Im Kulturareal Nordosten traf das auf die Algonquin zu (die zudem tunnelförmige Wigwams errichteten) sowie auf Maliseet, Passamaquoddy und Mi’kmaq. Im Kulturareal Subarktis waren konische Wigwams die häufigste Form bei den Algonkinvölkern; das heißt den Innu, den Eastern und Woods-Cree sowie den nördlichen Bands der Swampy-Cree. Je weiter nördlich, desto häufiger wurden sie mit Häuten statt Rinde gedeckt.

## Wickiup

Apachenfrau bei der Errichtung eines Wickiups (1911), sowie fertiger Bau dahinter

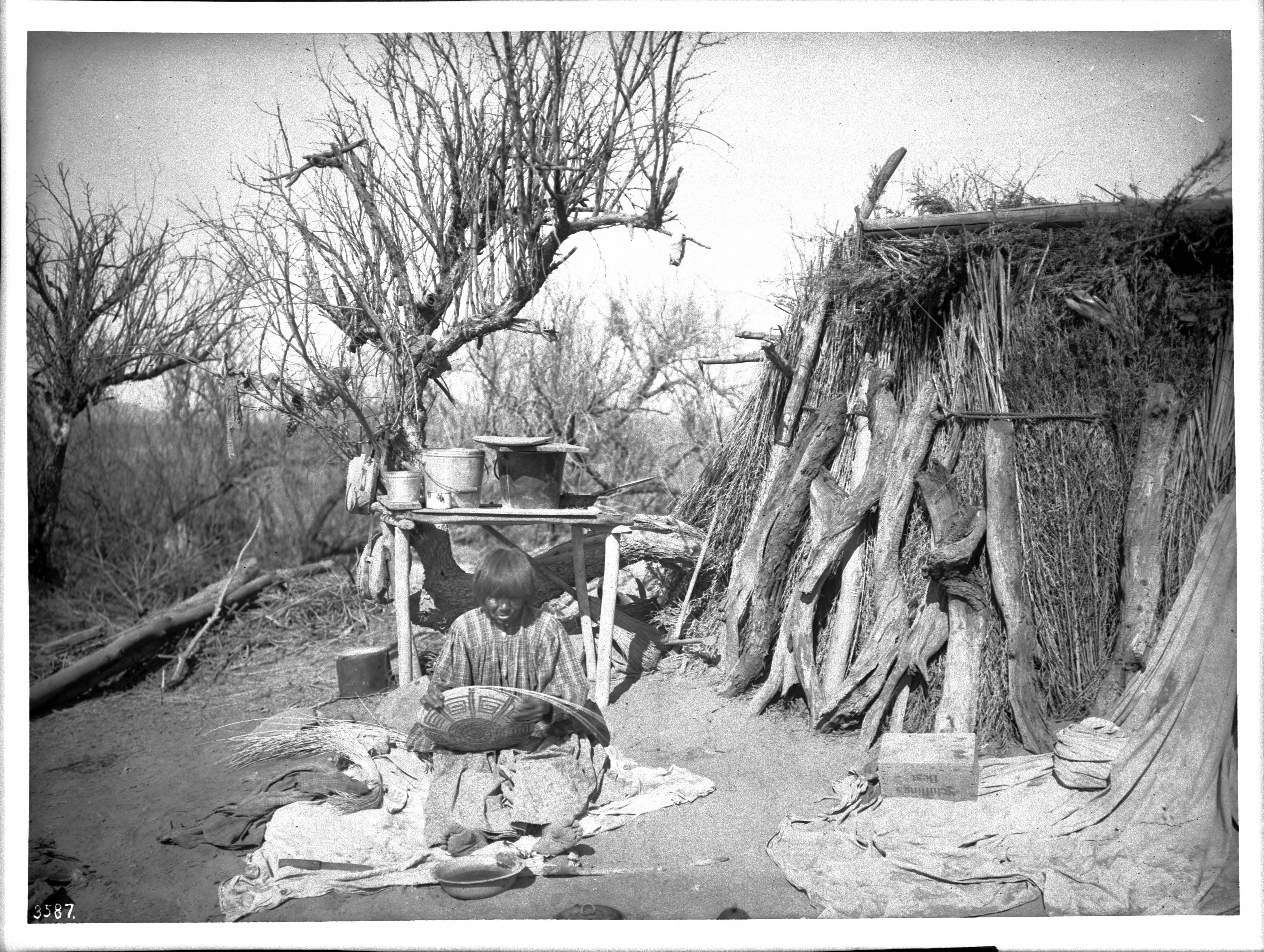
Die Bauweise der Wickiups kann je nach vorhandenen Materialien stark variieren

Das meist kuppelförmige Wickiup (auch Wickeyup), eine Asthütte, die aus den im Umkreis des Bauplatzes vorgefundenen Materialien bestand, wurde vor allem von den Bewohnern der subtropisch heißen Berge, Wüsten und Halbwüsten von Arizona, New Mexico, Nevada sowie Nordmexiko genutzt. Das Wickiup konnte innerhalb von wenigen Stunden aufgebaut und noch schneller abgebaut werden, was vor allem für den nomadischen Lebensstil dieser Stämme – die keine Tragtiere kannten – wichtig war. Besonders für die kriegerischen und räuberischen Apachen kam es oft darauf an, ihre rancherias schnell in vor Feinden sichere Gebiete verlegen zu können. Das Wickiup stellte eine der einfachsten Wohnformen in Nordamerika dar, die in Größe, Form, Ausführung und Material stark variierten.
Zur Errichtung eines Wickiups wurden Äste oder dünne Stämme – gern von Eichen und Weiden – in den Boden oder vorbereitete Löcher getrieben. Die Stützen waren nach Möglichkeit drei Handbreit auseinander und wurden an den Pfahlspitzen mit Seilen aus Yucca-Fasern zusammengebunden. Dazwischen wurde ein Flechtwerk aus Zweigen angebracht. Dieses Gerüst wurde mit verschnürten Bündeln aus Gräsern, Blättern oder Zweigwerk oder auch geflochtenen Matten schindelartig bedeckt. Drohte längeres Regenwetter, wurden darüber gegerbte Häute, seit dem Kontakt mit den Siedlern häufiger Segeltuch gespannt (je nach vorhandener Ware zum Beispiel nur auf dem Kuppeldach oder an der Wetterseite). Ein kleines Wickiup der Chiricahua hatte einen Durchmesser von etwas über zwei Meter und war in der Mitte etwa 2,40 Meter hoch. In der Dachmitte befand sich ein Rauchloch.
Die tatsächlichen Bezeichnungen in den nicht-algonkinischen Sprachen der Völker zwischen Kalifornien und Texas lauteten vollkommen anders.

### Verbreitung

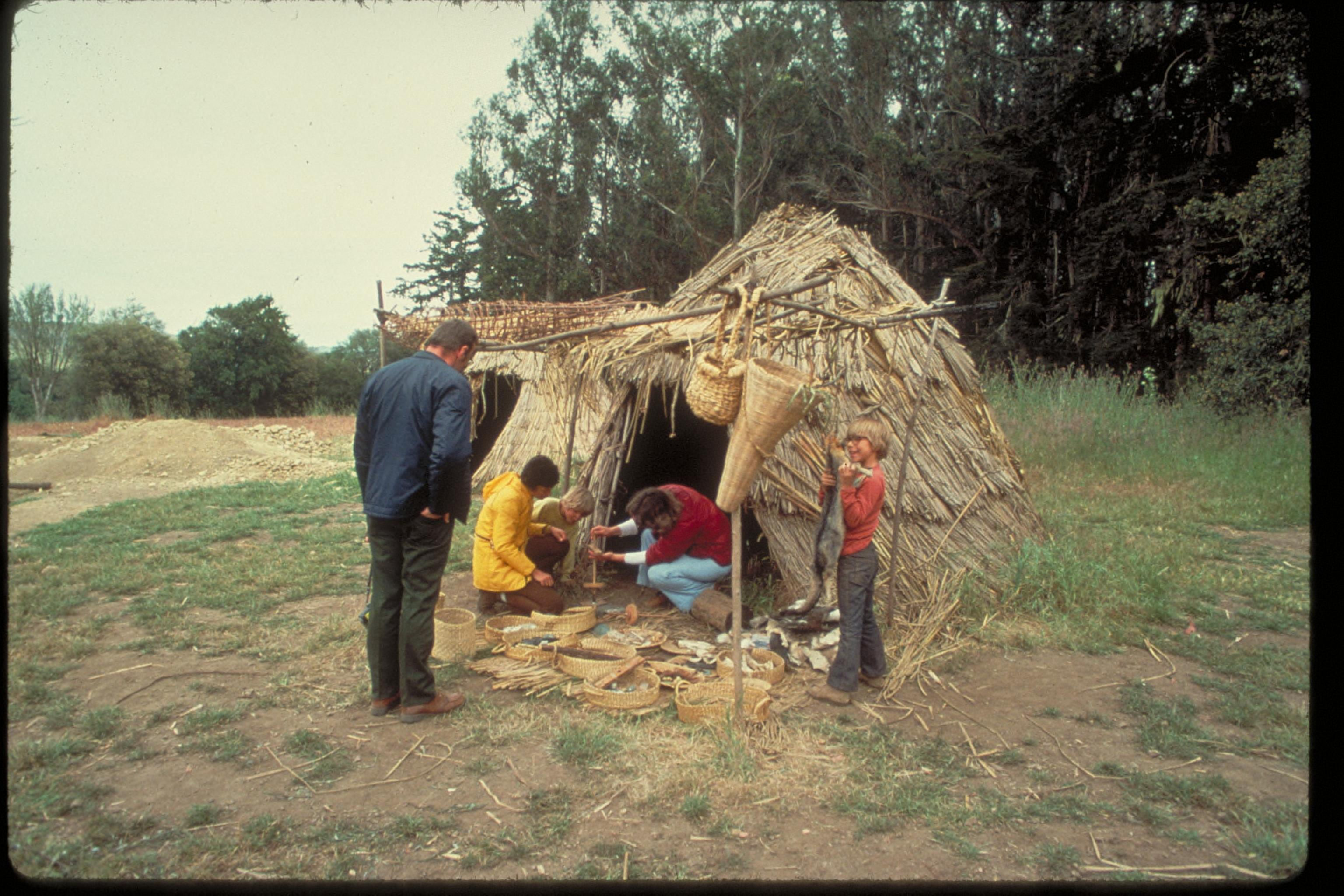
Miwok Grashütte

Das Wickiup wird vor allem mit den Apachen in Verbindung gebracht, obwohl nur die Westlichen Apachen sowie die westlichen Lokalgruppen der Mescalero und Chiricahua ganzjährig sowie außerhalb der Bisonjagd-Saison die Jicarilla im Wickiup wohnten. Die Apachen waren reine Jäger und Sammler, bei denen ähnliche Behausungen, die nur sehr geringe Transportkapazitäten benötigten, weltweit häufig zu finden waren bzw. sind. Doch im Kulturareal Südwesten nutzen auch die meisten Yuma-Völker (etwa Yavapai und Walapai) oder die Pima, die eine Mischwirtschaft aus Feldbau, Jagen und Sammeln betrieben, das Wickiup – jedoch meist nur als Sommerbehausung.
Im Kulturareal Großes Becken war das Wickiup bei den Nördlichen- und Berg-Ute die übliche Behausung. Von den Paiute und Washoe wurden sie ebenfalls teilweise verwendet.
Auch im Kulturareal Kalifornien nutzen einige Ethnien Wickiup-ähnliche Hütten als Sommerbehausungen oder neben anderen Hausformen, so die Cahuilla, Maidu oder einige Lokalgruppen der Achumawi.

### Ramada

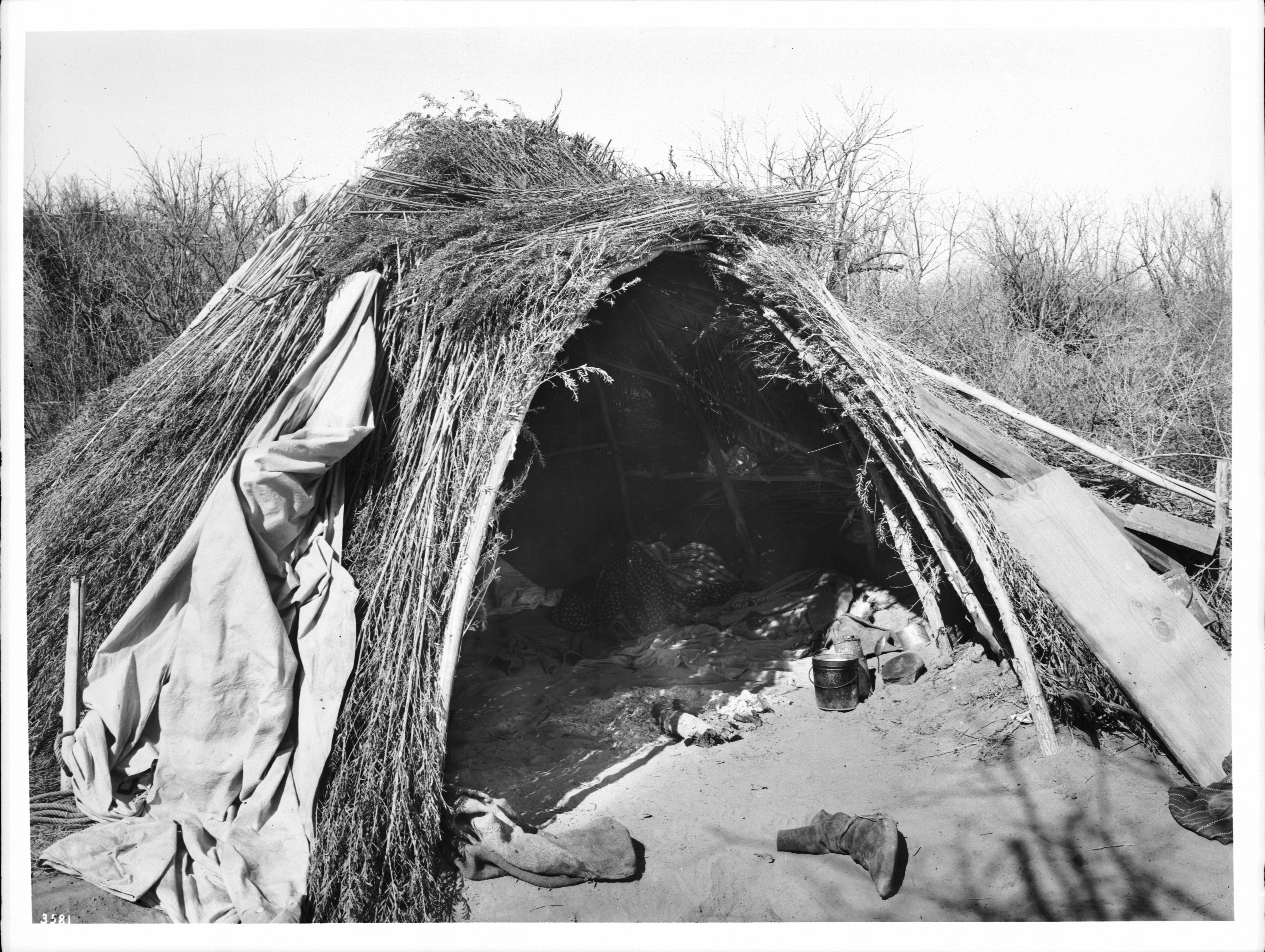
Relativ geschlossener Windschirm der Apachen, „Kan“ genannt

Besonders während des heißen und trockenen Sommers waren die Wickiups auf Jagd- und Kriegszügen bei vielen Völkern oft nur einfache Windschirme ohne gänzlich umbauten Raum. Sie wurden häufig Ramada genannt.

## Ähnliche Bauwerke

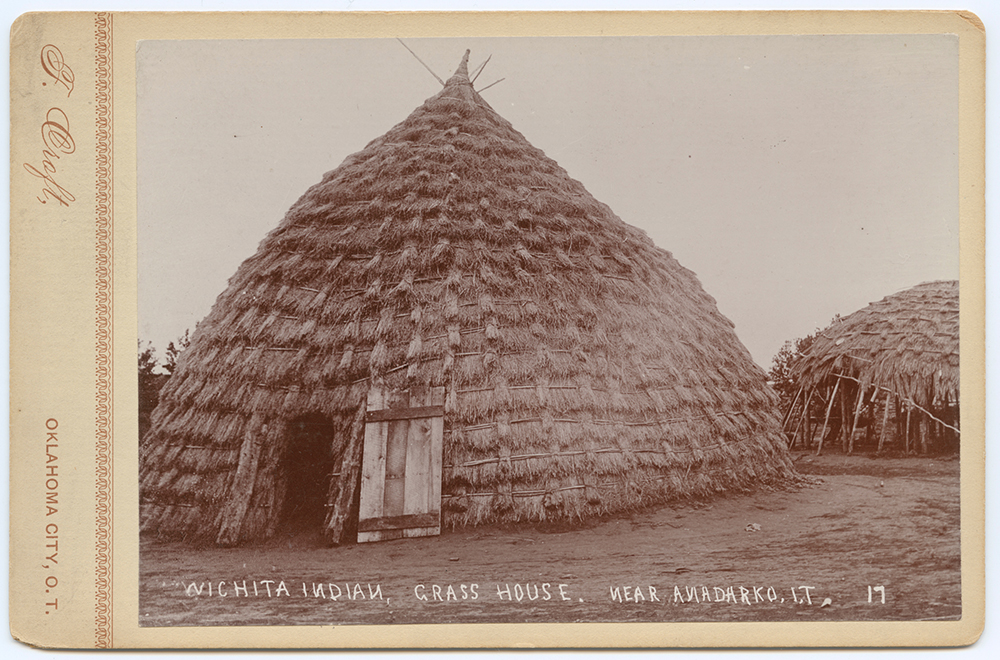
Grashaus der Wichita, vor 1900

Grashütten waren nicht nur im trockenen Südwesten und im nordöstlichen Waldland vorhanden. Auch im südlichen Kalifornien (Kumeyaay, Chumash und Tongva) errichteten verschiedene Stämme Grashütten, die kegelförmig gebaut waren oder wie Bienenstöcke wirkten. Sie hatten Durchmesser von bis zu 6 Metern und Höhen von 4,5 – 6 Metern. Die Chumash besaßen sogar Fensteröffnungen, die Türöffnung wurde mit einer Tulematte verschlossen. Zudem verwendeten die Stämme Tulematten, um den Innenraum in einzelne Bereiche aufzuteilen.
Auch die Caddo und Wichita auf den Südlichen Plains lebten in grasgedeckten Häusern, die allerdings mit einem Durchmesser von bis zu 12 Meter bedeutend größer waren. Die Häuser bauten auf einem kreisrunden Grundriss auf und hatten entweder die Form einer Kuppel oder einer Spitzkuppel. Ein oder zwei Eingänge führten in das Innere. Im Gegensatz zu den anderen Grashütten sowie den Wigwams und Wickiups war meistens keine Rauchöffnung im Dach vorgesehen. Der Rauch musste durch die Grasdeckung entweichen.